# Brachypelma sabulosum
Brachypelma sabulosum är en spindelart som först beskrevs av F. O. Pickard-Cambridge 1897.  Brachypelma sabulosum ingår i släktet Brachypelma och familjen fågelspindlar.
Artens utbredningsområde är Guatemala. Inga underarter finns listade.